# Rawang
Rawang je tibetsko-burmanski narod uže skupine Nung, naseljen u mianmarnskoj državi Kachin, sjeveroistočnoj Indiji i nešto u Kini. Rawanag populacija iznosi preko 122.000, od čega 62.000 u Burmi i 60.000 u Indiji. U Kini ih službeno vode dijelom nacionalnosti Derung a naseljeni su na granici Yunnana i Tibeta. 

## Jezik
Jezik Rawanga ima nekoliko desetaka narječja i pod-narječja kojima se služe glavne podgrupe Longmi, Mutwang, Serwang, Tangsarr i Kwinpang. Dijalekti: rawang, agu, hpungsi, htiselwang, matwanly, mutwang, serhta, serwang, wadamkong, wahke, taron, tangsarr, longmi (lungmi), zithung, kunlang.

## Privreda
Rawangi muškarci na glasu su kao vješti lovci. Lov i sakupljanje dugo su bili glavne privredne djelatnosti Rawanga, dok se danas bave i uzgojem riže.

## Povijest
Prema nekim kazivačima, Raangi su se u Burmu počeli doseljavati iz mongolskih ravnica prije neki 2000 godina slijedeći divlje govedo Rawang ngapuk (Bos javanicus birmanicus). Putovali su na jug duž rijeke Mekong i prešli rijeku Salween i planine Gaoligong i došli u dolinu Dulong Jiang i nakon toga u 19. stoljeću u Burmu.

## Običaji
Rawanag plemena, ljudi su niskog rasta. Kod nekih plemena kao što su T’rung, žene su prakticirale tetoviranje zelenom bojom oko ustiju i nošenje velikih srebrnih naušnica, dok su muškarci kroz uši nosili probijen drveni štapić ili trn.

## Plemena
- Htalu, T’rung.

## Vanjske poveznice
- Rawang (slike)  Arhivirana inačica izvorne stranice od 7. ožujka 2009. (Wayback Machine)